# Садигов Наджмаддін Гусейн огли
Наджмаддін Гусейн огли Садиков (азерб. Nəcməddin Hüseyn oğlu Sadıkov; 24 травня 1956, Дербент, Дагестанська АССР, РСФСР, СССР) — азербайджанський військовий та політичний діяч. Генерал-полковник Армії Азербайджана. Начальник Генерального Штабу Армії, був першим заступником Міністра оборони Азербайджана.